# Gerardo Gómez Silva
Gerardo Garry Gómez Silva (Limón, 18 de agosto de 1959) es un exfutbolista costarricense, nacionalizado australiano desde 1984.

## Trayectoria
Nacido en Limón, se trasladó desde los 18 años al lejano país de Australia donde se encontraba desde hace seis años su padre Casimiro Gómez a él le siguieron su madre, Isabel Silva y sus ocho hermanos. 
En Australia laboró en una fábrica de textiles y estudió Educación Física. Entre 1979 y 1995, su primer club fue el Hakoah, que luego cambió su nombre a Sydney City, y siguió en Marconi Fairfield Stallions, el APIA y el Parramatta Melita Eagles, en Australia; y el Kelantan en Malasia.
Entre sus logros registró tres campeonatos y una copa australiana, con el Sydney City, dos torneos con el Marconi; y una copa, con el Parramatta; fue el futbolista del año en 1984. Según sus cifras sumó 47 goles, 297 partidos y seis finales, que le valieron para ser incluido en el Equipo Leyenda de la Liga A de Australia.